# هيروشي ساكاي
هيروشي ساكاإي (باليابانية: 坂井 浩) (مواليد 19 أكتوبر 1976)، هو لاعب كرة قدم ياباني سابق كان يلعب كمهاجم.

## وصلات خارجية
- هيروشي ساكاي على موقع الاتحاد الدولي (مؤرشف)  (الإنجليزية)
- هيروشي ساكاي على موقع رابطة كرة القدم اليابانية للمحترفين (اليابانية)
- هيروشي ساكاي على موقع عالم كرة القدم.نت (الإنجليزية)